# Muzej suvremene povijesti u Dubrovniku
Muzej suvremene povijesti jedan je od muzeja u Dubrovniku. Nema stalni postav, ni druge izložbene prostore.
Muzej je prikupio znatnu građu o Drugom svjetskom ratu, a posljednjih godina radi na prikupljanju isprava i memoarske građe o Domovinskom ratu u Dubrovniku i njegovoj okolici. U tijeku je i rad na knjizi o velikosrpskim grafitima s dubrovačkog područja (I. Dabelić) te prikupljanje povijesne građe za izradu monografije o 163. brigadi HV-a (M. Đuraš).